# ماسلویدی
ماسلویدی (به چکی: Máslojedy) یک منطقهٔ مسکونی در جمهوری چک است که در ناحیه هرادتس کرالووه واقع شده‌است. ماسلویدی ۴٫۶۱ کیلومتر مربع مساحت و ۲۲۳ نفر جمعیت دارد و ۳۲۱ متر بالاتر از سطح دریا واقع شده‌است.